# (25170) 1998 SB66
A (25170) 1998 SB66 a Naprendszer kisbolygóövében található aszteroida. Eric Walter Elst fedezte fel 1998. szeptember 20-án.